# Nosorożec czarny
Nosorożec czarny, znany także jako: nosorożec spiczastonosy, nosorożec zwyczajny (Diceros bicornis) – gatunek ssaka kopytnego z rodziny nosorożcowatych. Drugi pod względem wielkości jej przedstawiciel, osiąga do 380 cm długości i do 170 cm wysokości, masa do 1300 kg, bez istotnego dymorfizmu płciowego. Na nosie nosi 2 rogi, z których większy osiąga do 130 cm, służy do obrony i walk. Rozmnaża się powoli, ciąża trwa 15-16 miesięcy. Poza rozrodem prowadzi samotne życie. Zasiedla różnorodne siedliska afrykańskie. Konsumuje około 200 gatunków roślin. Jest krytycznie zagrożony wyginięciem.

## Genetyka
Większość nosorożcowatych cechuje się diploidalną liczbą chromosomów 82. Tylko nosorożec czarny ma 84. Jest to prawie największa liczba chromosomów wśród ssaków, jedynie pewne gatunki gryzoni mają ich więcej w genomie.

## Budowa

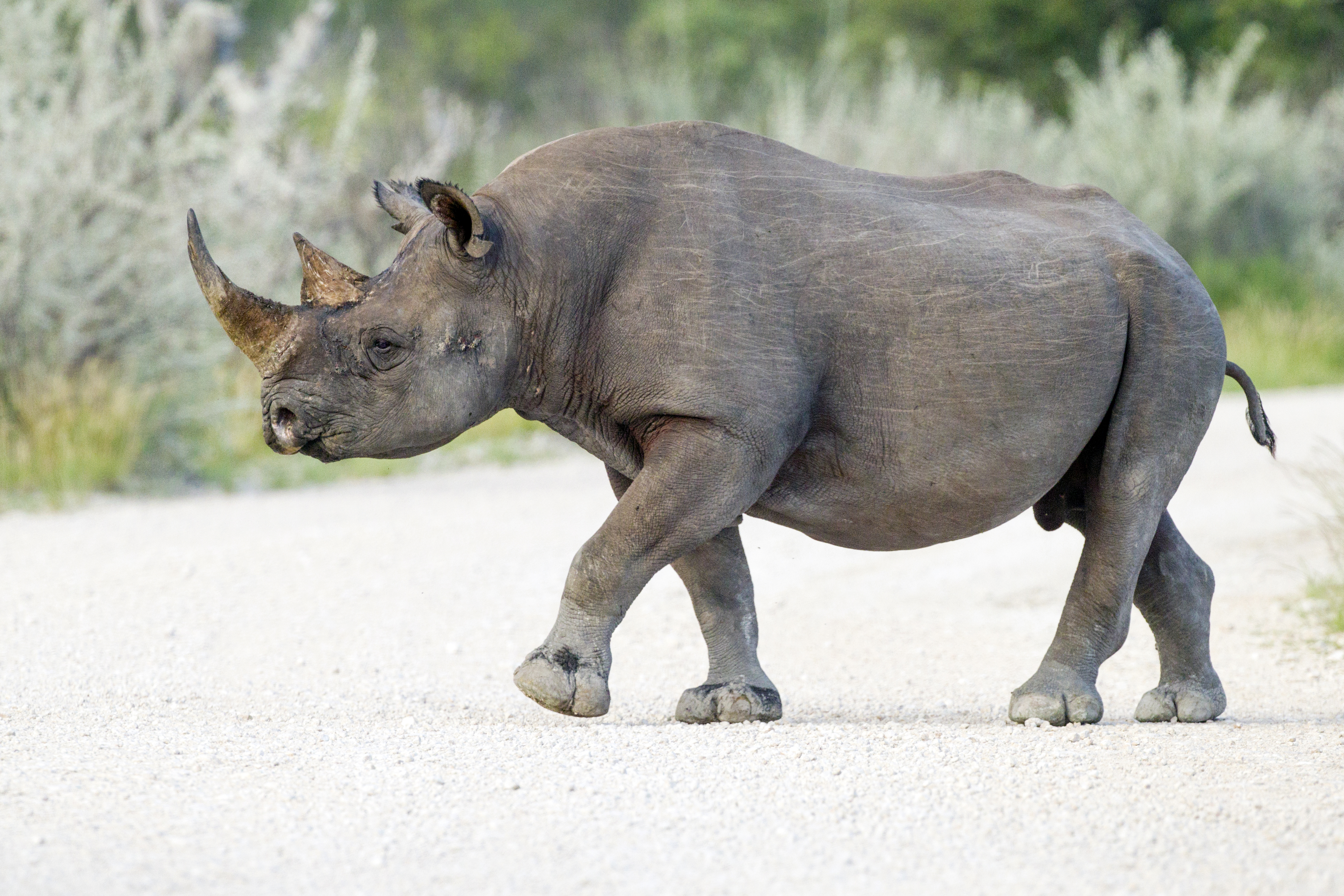
Nosorożec czarny (Etosza)

Nosorożcowate należą do największych współczesnych ssaków, mimo że nie dorastają rozmiarów swych wymarłych krewnych Indricotheriinae. Nosorożec czarny jest drugim pod względem wielkości przedstawicielem rodziny. Długość głowy i tułowia wynosi od 300 do 380 cm, do czego dochodzi od 25 do 35 cm ogona. Wysokość w kłębie wynosi między 140 a 170 cm. Waży między 800 a 1300 kg. Obecnie największy przedstawiciel rodziny, nosorożec biały, jest czwartym co do wielkości lądowym ssakiem. Wyprzedzają go jedynie 3 gatunki słoni. Inne nosorożce są mniejsze. Niekiedy czyta się, że czyni to nosorożca czarnego piątym co do wielkości lądowym ssakiem bądź też że ustępuje jeszcze nosorożcowi indyjskiemu.
Dymorfizm płciowy raczej nie występuje bądź jest niewielki, samce i samice są zwykle podobnej wielkości bądź samce nieznacznie tylko przerastają płeć przeciwną.
Najbardziej zwracającą uwagę cechą dzisiejszych nosorożcowatych, od której zresztą bierze źródłosłów nazwa rodziny, jest obecność rogów. U afrykańskich przedstawicieli rodziny występują zwykle 2 rogi, większy nosowy i mniejszy czołowy. U nosorożca czarnego róg nosowy może osiągać aż 130 cm długości. Znacznie mniej, od 2 do 55 cm, mierzy róg czołowy. Są to rogi najbardziej okazałe wśród dzisiejszych nosorożców. Nosorożec biały nosi bowiem róg nosowy mający od 94 do 102 cm (rzadko jednak 150 cm) i róg czołowy osiągający także do 55 cm. Najmniejsze rogi ma prawdopodobnie nosorożec sumatrzański. U okazów muzealnych tego gatunku mierzą one od 25 do 80 cm, ale trudno powiedzieć, czy wielkość ta jest reprezentatywna dla dziko żyjącej populacji. Nosorożec indyjski ma róg wielkości 24–25 cm, podobny róg występuje u nosorożca jawajskiego. W przeciwieństwie do wielu innych rogatych zwierząt, jak wołowate, kameleony czy inne jaszczurki, rogi nosorożców nie posiadają kostnego rdzenia. W całości buduje je keratyna ze zmagazynowanym wapniem i melaniną. Podobną budowę mają paznokcie innych zwierząt. Czyni to rogi nosorożców podatnymi na zużycie. Ścierają się one z czasem. Z drugiej strony cały czas rosną, jednakże wyjściowy efekt często sumuje się od zera. Ścieranie natomiast czyni rogi cieńszymi u czubka. Ponadto skład chemiczny rogu zależy od miejsca życia osobnika.

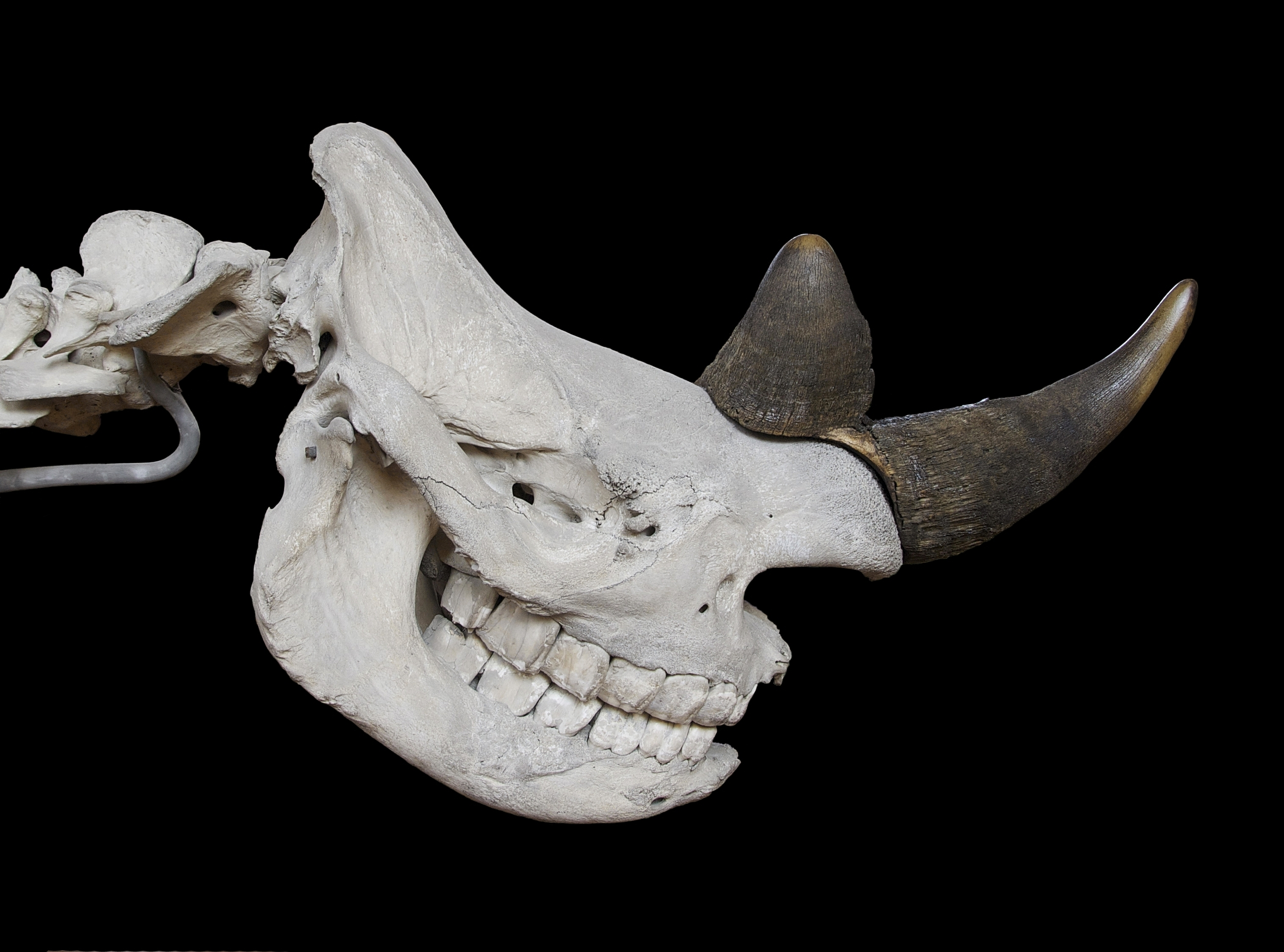
Czaszka i rogi

Funkcją rogów jest ochrona zwierzęcia. Zaniepokojony nosorożec czarny szarżuje przed siebie, aczkolwiek jego szarża rzadko przeradza się w rzeczywisty atak. Rodzi to pytania o zasadność odcinania rogów zwierzętom celem ochrony ich przed kłusownikami. Istnieje bowiem obawa, że pozbawienie matki rogu, a więc narzędzia obrony, znacząco zwiększa śmiertelność młodych padających ofiarą lwów i krokut. Samce nosorożców używają rogów także w walkach między sobą.
Od taksonów azjatyckich odróżnia się nosorożec czarny brakiem ciosów w żuchwie.
Charakterystyczną cechą nosorożca czarnego jest długa, chwyta górna warga, ułatwiająca mu zrywanie wyższej roślinności. To go różni od nosorożca białego, który posiada szerokie wargi przydatne w pasieniu się trawą.
Wzrok jest słaby i nosorożce słabo widzą na odległość. Mierzące się wzrokiem samce muszą zbliżyć się do siebie na kilka metrów, by się widzieć. Znacznie lepiej rozwinęły się słuch i węch tych ssaków, ten ostatni wykorzystywany do znakowania terytoriów odchodami i moczem. Uszy są kolejną cechą odróżniającą nosorożca czarnego od białego. U tego pierwszego są one bardziej zaokrąglone, bębenkowate, kierują się też bardziej ku górze w odróżnieniu do bardziej bocznie skierowanych uszu nosorożca białego.
Gatunki te różni także sylwetka. Grzbiet nosorożca czarnego jest bardziej wklęsły.
Kończyny wydają się krótkie, niemniej na krótkich dystansach umożliwiają zwierzęciu osiągnięcie prędkości 55 km/h. Kończą się trzema palcami. U zamieszkujących pustynie nosorożców czarnych istotną rolę odgrywają mięsiste poduszki pod kopytami, pomagające utrzymać stabilność na piasku.

## Systematyka
Gatunek po raz pierwszy zgodnie z zasadami nazewnictwa binominalnego opisał w 1758 roku szwedzki przyrodnik Karol Linneusz w 10. wydaniu swego dzieła Systema Naturae, nadając mu nazwę Rhinoceros bicornis. Jako miejsce typowe holotypu Linneusz wskazał błędnie Indie (łac. Habitat in India); teraz lokalizację holotypu określa się na Afrykę Południową, w Prowincji Przylądkowej Zachodniej na Przylądku Dobrej Nadziei. Jedyny współczesny przedstawiciel rodzaju Diceros, który został opisany w 1821 roku przez angielskiego zoologa Johna Edwarda Graya.

### Etymologia
Nazwa rodzajowa: gr. δικερας dikeras, δικερατος dikeratos „o dwóch rogach”, od δι- di- „podwójny”, od δις dis „dwa razy”, od δυο duo „dwa”; κερας keras, κερατος keratos „róg”. Epitet gatunkowy: łac. bicornis „o dwóch rogach”, od bi- „dwa”, od bis „dwa razy”; cornum, corni „róg”.

### Podgatunki

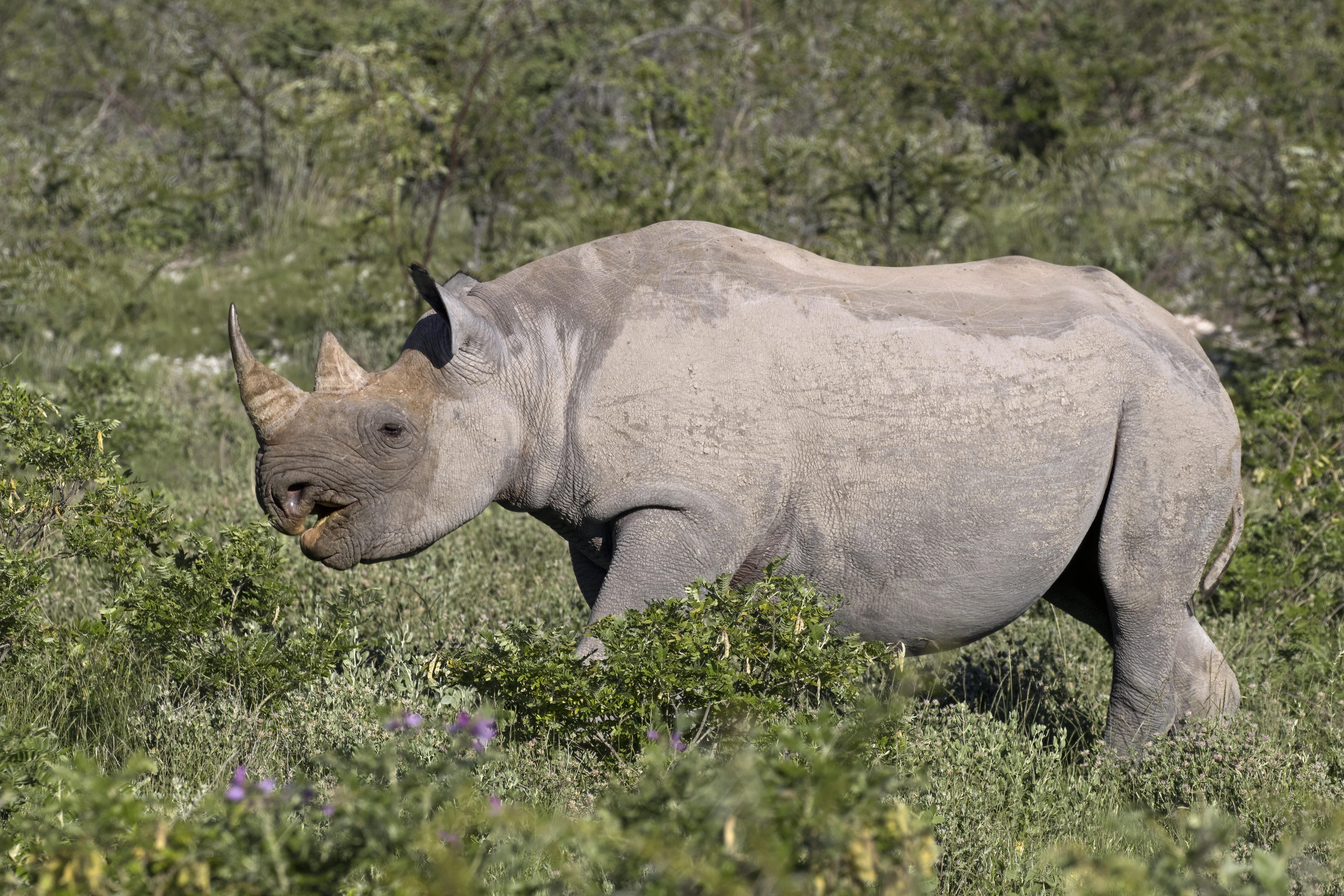
Samica podgatunku occidentalis

Wyróżnia się 6 podgatunków nosorożca czarnego:
- D. bicornis bicornis Linnaeus, 1758 status EX (wymarły)[23] – nosorożec namibski
- D. bicornis brucii Lesson, 1842 status EX (wymarły)
- D. bicornis chobiensis Zukowsky, 1965
- D. bicornis longipes Zukowsky, 1949 – nosorożec długonogi – status EX (wymarły)[24]
- D. bicornis michaeli Zukowsky, 1965 – nosorożec kenijski – status CR (krytycznie zagrożony)[25]
- D. bicornis minor Drummond, 1876 – nosorożec rodezyjski – status CR (krytycznie zagrożony)[26]
- Diceros bicornis occidentalis Zukowsky, 1922 status VU (narażony na wyginięcie)

## Tryb życia

### Cykl życiowy

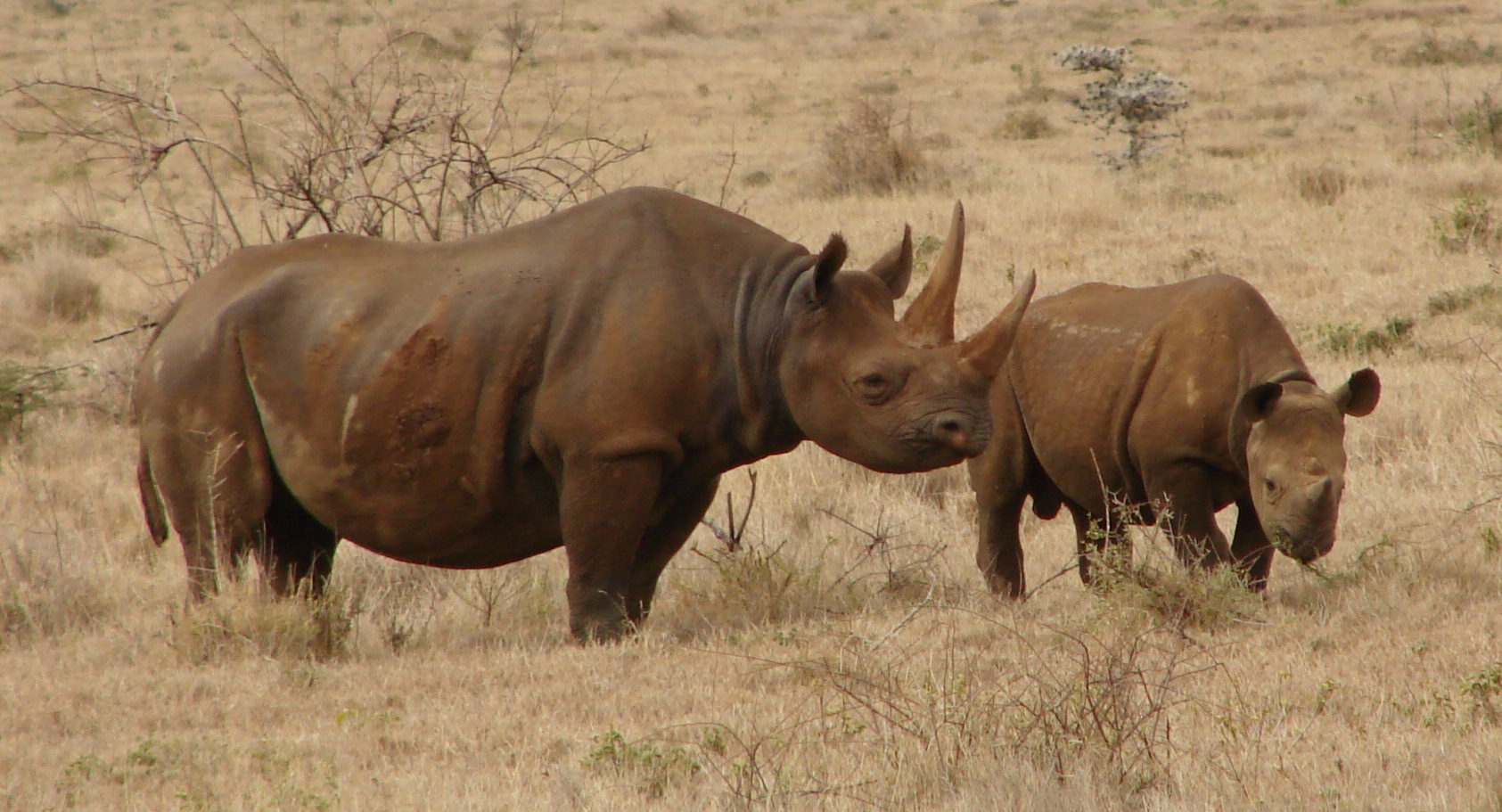
Matka z młodym, Kenia

Nosorożcowate rozmnażają się powoli. Samice innych gatunków zaczynają miesiączkować i być zdolne do zapłodnienia już w wieku około 3 lat lub później. Przedłużanie gatunku zaczyna się raczej w wieku 6-7 lat. Jednak samce mogą zacząć rozród jeszcze później. Osiągnięcie dojrzałości pod względem anatomicznym nie oznacza bowiem wcale, że samiec może spokojnie przystąpić do przekazywania swych genów następnemu pokoleniu. Nie chodzi tylko o rzadkie występowanie samic zdolnych do rozrodu, dojrzewających późno i odbywających długie przerwy pomiędzy kolejnymi ciążami. Na obszarami, gdzie zbiera się dużo płodnych samic, obecne mogą też być starsze, większe samce, blokujące swym młodszym konkurentom dostęp do samic. Nosorożce potrafią walczyć bardzo brutalnie.
Agresywne zachowania samców skutkować mogą zgonem. U wszystkich nieparzystokopytnych zaloty mają w sobie dużo agresji, jednak u nosorożcowatych zjawisko to występuje intensywniej. Jego funkcja rodzi pytania. Samiec krzywdzący jedyną płodną samicę w pobliżu nie osiągnie bowiem dzięki temu większego sukcesu rozrodczego. Być może zachowania takie służą zmuszeniu do kopulacji samic niechętnych rozmnażaniu, na przykład wobec dostępności większych samców.
Ciąża trwa długo, 15-16 miesięcy. Najczęściej nie występuje wyraźny okres narodzin, aczkolwiek występują dwa piki (styczeń-luty i czerwiec-sierpień). Na namibskiej pustyni większość narodzin odbywa się pod koniec pory deszczowej, kiedy roślinność jest bujniejsza. Pomiędzy kolejnymi porodami upływa 2-4 lat, zależnie od zagęszczenia populacji i zasobności siedliska. Córka może po kolejnym porodzie jej matki pozostać z nią. Obecność siostry może zmniejszać ryzyko drapieżnictwa cielęcia ze strony lwa czy krokuty cętkowanej

### Struktura społeczna

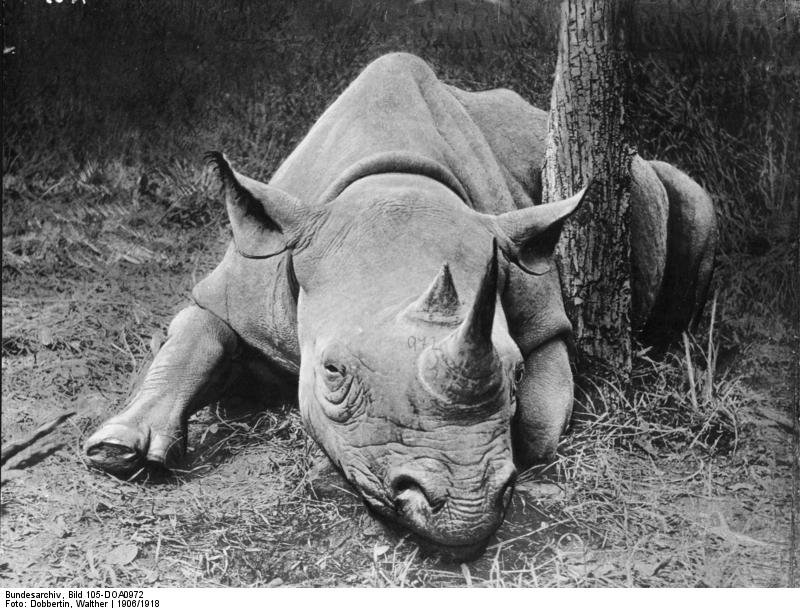
Nosorożcowate zazwyczaj żyją samotnie

Nosorożcowate zazwyczaj żyją samotnie. Samce mogą przejawiać zachowania terytorialne. Oznaczają swe terytorium moczem i odchodami. Szczególnie w stosunku do nowych, nieznanych sobie osobników reagują agresją, która może skutkować zgonem. Szacuje się, że połowa samców nosorożca czarnego i 30% samic odchodzi na skutek ran zadanych im przez inne osobniki tego samego gatunku, i to pomimo ogólnej wysokiej odporności nosorożców, dobrze znoszących urazy. Niegdyś 20 nosorożców czarnych przeniesiono do Parku Narodowego Etoszy, zamieszkiwanego już przed 11 osobników. W ciągu kolejnych sześciu tygodni poległo 5 z nowych zwierząt. Walkę nosorożce rozpoczynają od zmierzenia się wzrokiem, a że wzrok mają słaby, muszą to robić z bliska. Opuszczają głowy i szorują rogiem po ziemi. Nosorożce noszą blizny po walkach, świadczące o ranach, których nie przeżyłyby inne ssaki.
Samice mogą żyć samotnie, mogą też zbierać się w grupy. U nosorożca czarnego jest do rzadkie, aczkolwiek niekiedy mała liczba samic wspólnie żeruje. Córka może pozostać pod opieką matki po urodzeniu przez nią kolejnego dziecka.
Ssaki te komunikują się ze sobą za pomocą węchu bądź słuchu, jako że wzrokiem dysponują słabym. Wydają z siebie różnorodne odgłosy. Nosorożec czarny również parska na powitanie, a podczas walk wydaje z siebie trąbiące dźwięki. Gniew wyraża także parskaniem i odgłosami przypominającymi kichanie. Niepokój przekazuje dźwiękiem "wonk", przechodzącym w krzyk, podczas gdy "mmwonk" wiąże się z odczuwanym spokojem. Szybszy oddech pojawiać się może zarówno w razie niepokoju, uspokojenia, jak i na powitanie innego osobnika.
Samice raczej nie wykazują terytorializmu, areały sąsiadujących samic zwykle pokrywają się w istotnym stopniu ze sobą. Samce również nie są w pełni terytorialne, ale w czasach grupowania się płodnych samic wykazują pewne zachowania terytorialne, a nawet mogą walczyć do śmierci. Nosorożce czarne mogą też bronić dostępu do terenów dostarczających atrakcyjnego pokarmu. Powierzchnie zajmowane przez nosorożce wydają się małe jak na tak wielkich roślinożerców. Nosorożec czarny zajmować potrafi aż 99 km² na nieatrakcyjnych pod względem dostępności pokarmu równinach Serengeti, a zdarzają się terytoria mierzące 140 km². Na atrakcyjnych obszarach jest to jednak raczej 2–3 km², ja u nosorożca indyjskiego, a nawet 1 km², jak w Parku Narodowym Addo Elephant. Zagęszczenia nosorożca nosorożca czarnego wynoszą między 0,01 a 1,5 na km².
Dużą część doby tak wielkie zwierzęta muszą poświęcać na żerowanie, by dostarczyć wielkiemu ciału odpowiednią ilość pokarmu. Nosorożec czarny jest bardziej nocny od białego czy indyjskiego. Żeruje zwykle rankiem bądź wieczorem. Pije nocą. Najgorętszą porą dnia oddaje się odpoczynkowi, niekiedy przysypia bądź kąpie się w bajorze, co często robi do późnego popołudnia.

## Ekologia

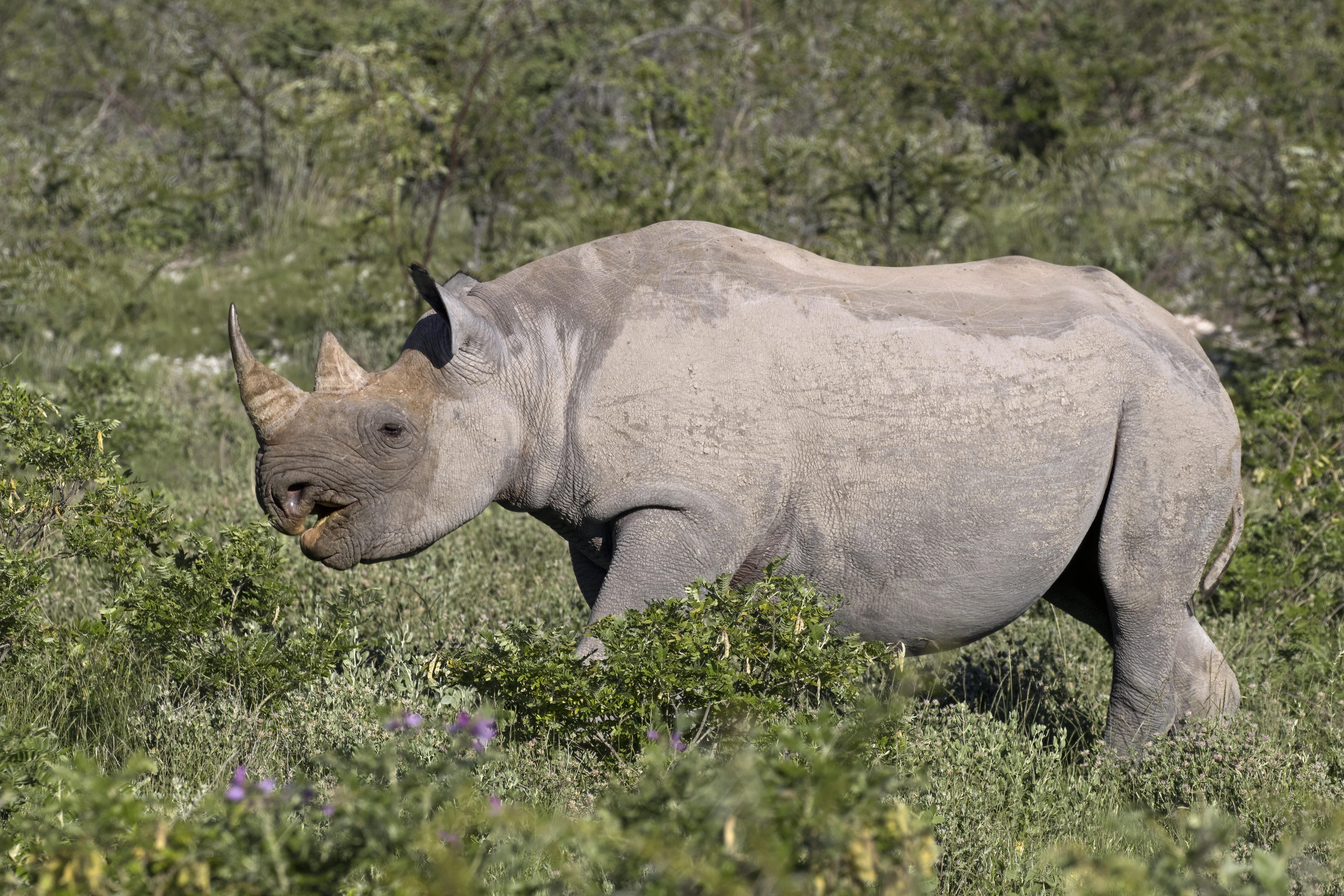
Nosorożec czarny chwyta wyżej rosnącą roślinność chwytną górną wargą. Samica w Parku Narodowym Etoszy

Gatunek ten występuje na w bardziej zróżnicowanych siedliskach niż sawannowy nosorożec biały. Z jednej strony dobrze toleruje niedobór wody i radzi sobie na terenach półpustynnych. Z drugiej zasiedla także wilgotne lasy, także wydmowe. Unika jedynie lasów deszczowych, jako że ciepła temperatura i duża wilgotność stanowią wyzwanie dla termoregulacji. Ponadto w lasach takich uboga jest roślinność w piętrach poniżej koron drzew, wobec czego nosorożcowi brakowałoby pokarmu.
Nosorożec czarny odżywia się bardziej różnorodnie od większego krewniaka, nosorożca białego. W skład jego diety wchodzi 200 gatunków roślin, aczkolwiek jest dość wybiórczy. Preferuje wyższą roślinność, zwłaszcza liście zrywane giętką górną wargą, nie pogardza też owocami. Pożywia się głównie wybranymi gatunkami i to jeszcze osobnikami wybranej wielkości. Szczególnie ceni sobie wilczomlecz, roślinę toksyczną dla wielu innych zwierząt. Na północnym zachodzie Namibii wręcz podstawę jego diety stanowi Euphorbia damariana, której już sam dotyk szkodzi człowiekowi. Jednakże nosorożec czarny ma obszerne jelito ślepe, gdzie odbywa się detoksyfikacja tego pokarmu Z kolei w Hluhluwe-Unfolozi korzysta z innego przedstawiciela wilczomleczowatych Spirostachys africana. Na tym terenie spożywa ogólnie sporo zdrewniałego pokarmu. Nie gardzi również akacją, wybiera osobniki mierzące poniżej 1 m wysokości. Z roślin zielnych konsumuje rośliny strączkowe. Wobec zjadania owoców może pełnić pewną rolę w rozsiewaniu nasion, podobnie jak nosorożce występujące w Azji.
Łatwo wytrzymuje niedobór wody i może się obyć bez niej kilka dni (do pięciu), czerpiąc wodę ze spożywanego pokarmu, jak to czynią inne pustynne ssaki, np. oryks. Dzięki temu zamieszkuje tereny pustynne, choć zazwyczaj pustyń unika. W Parku Narodowym Etoszy 86,5% epizodów spotkania nosorożca czarnego miało miejsce w 16,5% powierzchni parku  leżącego poniżej 10 km od wody, tylko zaś 1% dalej niż 15 km. Gatunek nie unika terenów górskich, osiągając wysokość 2900 m nad poziomem morza w Kenii.
Oba nosorożce afrykańskie słabo pływają. Nie potrafią przekroczyć większej rzeki i kiedy w wodzie stracą grunt pod nogami, mogą się utopić. Niekiedy rozgrzebują zagłębienia w ziemi, w których zbiera się woda, tworząc płytkie bajorka. w których potem zażywają kąpieli błotnych, nie korzystają jednak w ten sposób z głębszych zbiorników wodnych. Błoto pomaga pozbyć się pasożytów skórnych takich jak kleszcze, których pozostałości znajdywano w błocie opadłym z nosorożca. Zwierzęta niekiedy wychodzą ubłocone z bajorka, by potem ocierać się o drzewa, ścierając z siebie błoto wraz z ektopasożytami.
Zagęszczenie populacji zależy istotnie od warunków środowiskowych, w szczególności od dostępności pożywienia, ale i od konkurencji ze strony innych roślinożerców. Na obszarach zasobnych w żywność może ona osiągać 1,5 osobnika na km², podczas gdy na półpustyniach jest to 0,01 nosorożca czarnego na km². Najczęściej jednak mieści się w przedziale 0,1–0,4 osobnika na km².

## Zagrożenia i ochrona
Nosorożec czarny jest krytycznie zagrożony wyginięciem.
W 1900 roku populacja nosorożca czarnego w Afryce liczyła prawdopodobnie 100 tysięcy osobników. W późnych latach 60. XX wieku populacja zmniejszyła się do 70 tysięcy, a w roku 1981 liczyła tylko 10–15 tysięcy. W 1990 roku spadła do 2500, a w 1995 roku do 2410 osobników. Obecnie trend populacji jest rosnący; w 2010 r. populacja tego gatunku liczyła 4800 osobników. Ostatni szacunek IUCN to 3142 sztuki, aczkolwiek liczebność rośnie.